# Woodmere (Louisiane)
Pour les articles homonymes, voir Woodmere.
Woodmere est une census-designated place de la paroisse de Jefferson, en Louisiane, aux États-Unis,. 

## Source de la traduction
- (en) Cet article est partiellement ou en totalité issu de l’article de Wikipédia en anglais intitulé « Woodmere, Louisiana » (voir la liste des auteurs).